# Мајмуни Старог света
Мајмуни Старог света (Cercopithecidae), познати под именом репати мајмуни Старог света или усконоси мајмуни (или псолики мајмуни, како су их раније називали), припадају натпородици Cercopithecoidea и грани Catarrhini. Они су аутохтони у Африци и Азији, где данас насељавају низ станишта из тропских прашума и савана, шипражја, жбуња и планинских терена, а Европи су познати у фосилним траговима. Међутим, иако је евентуално унесена, популација једне врсте макакија мајмуна опстаје на Гибралтарској стени (Европа) до данашњег дана. Мајмуни Старог света укључују многе од најпознатији врста нељудских примата, као што су павијани  и макаки.
Напомена: Одговарајућа терминологија и класификација јужнославенских језика преузети су са енглеског језичког подручја, у којем се разликују појмови ape (човеколики мајмун) и monkey (мајмун) по томе што први означава велике или безрепе мајмуне (чије је порекло у Старом свету), а други репате у свим деловима света. Међу њима се налазе и
- мајмуни Новог света.[5][6][7]

## Опис
Имају, као и човек, 32 зуба, носна преграда им је уска, а носни отвори примакнути и наниже окренути. Лице им је код већине врста голо. На прстима имају нокте који су пљоснати. Палац предњих ногу опонира осталим прстима. Реп је код неких врста добро развијен, док је код других закржљао; али чак и код оних код којих јесте развијен, никада не служи за прихватање. Обично имају жуљеве на седалима.

## Ареал и станиште
Живе на подручју готово целе Африке и великог дела Азије, а њихови фосилни остаци откривени су и у Европи. Једна врста насељава и Гибралтар.
Обично живе у већим заједницама и то на земљи, а о подлогу се ослањају на све четири ноге.

## Еволуција и могући преци
Пронађени су фосили тарзоидних примата, који испољавају уочљив успон према циноморфној и антропоморфној конституцији. Претпоставља се да сви мајмуни Старог света (Cercopithecidae,  Hylobatidae, Pongidae и Hominidae) потичу из групе анатомски „уопштено“ грађених пратазоида, којима су, међу осталим, припадали и облици Teilhardina (олигоцен Египта). Међу њима се Apidium, Moeripithecus и Oligopithecus (а неретко и Parapithecus) убрајају у непосредне фосилне претке псетоликих мајмуна, док је остало отворено питање да ли ту припадају и Amphipithecus и Pondaungia (горњи еоцен Бурме) или би их требало уврстити у прелазну фазу еволуције ка заједничким прецима антропоморфних мајмуна.
У доњеолигоценским слојевима Африке, међутим, нађени су фосилни остаци примата који су засигурно имали низ особина данашњих виших усконосних мајмуна из породица Hylobatidae (гибони) и Pongidae (орангутани). Међу таквим облицима, редовно се помињу Parapithecus и Aegyptopithecus, са зубалом као код савремених безрепих – великих мајмуна (орангутани, шимпанзе и гориле, иако се првопоменути облик често убраја и у предачку групу псетоликих репатих мајмуна, а други у фосилни род Dryopithecus. У директне предачке форме човеколиких примата сврстава се и гибонолики Propliopithecus, од којег, вероватно преко облика типа Limnopithecus и Pliopithecus воде порекло данашњи гибони. Међутим, према неким проценама, проплиопитек би могао бити и предак поменутог египтопитека или чак форма дриопитека, са наглашенијим хоминоидним особинама.

## Филогенија
су ниско развијена, док су хоминиди високо развијена бића. У периоду до пре 35.000.000 година нису били раздвојени, али са друге стране чине прелазне форме за олигопитека, проплиопитека, египтопитека, који су опет, дали почетну фазу дриопитеку. Већина данашњих мајмуна припада управо породици усконосих мајмуна.

## Класификација
. 
Надпородица 
- Породица Cercopithecidae: мајмуни Старог света 
  - Потпородица 
    - Племе 
      - Род 

      - Род 

      - Род 

      - Род 

      - Род 
        - De Brazzin мајмун, 

    - Племе 
      - Род Макаки, 
        - Берберски макаки, 
        - Целебески макаки Macaca nigra
        - Макаки ракојед, Macaca fascicularis
        - Јапански макаки, 
        - Тибетански макаки, 

      - Род 
        - Сиволики мангаби, 
        - Црнокрести мангаби, 

      - Род 
        - Rungwecebus kipunji

      - Род  
        - Гвинејски павијан,  
        - Маслинасти павијан,  
        - Жути павијан,  
        - Медвеђи павијан,  

      - Род  
        - Гелада павијан,  

      - Род  
        - Беловрати мангаби  Cercocebus torquatus

      - Род  
        - Мандрил,  Mandrillus sphinx

  - Потпородица 
    - Афричка група
      - Род 
        - Црни колобус,  
        - Анголски колобус,  
        - Северни црно-бели гвереза,  Colobus guereza

      - Род 

      - Род  

    - Група лангура
      - Род Semnopithecus
        - Непалски сиви лангур,  
        - Кашмирски сиви лангур,  
        - Тараиев сиви лангур,  
        - Хануманов лангур,  

      - Род  
        - Група  

        - Група  

        - Група  

        - Група  

        - Група  
          - Лаошки лангур,  
          - Делакуров лангур,  
          - Индокинески црни лангур,  

      - Род  
        - Суматрански сурили,  
        - Саравашки сурили, Presbytis chrysomelas
        - Јавански сурили,  
        - Томасов лангур, 

      - Група мајмуна специфичних носева
      - Род  

      - Род  
        - Златни кратконоси мајмун, 
        - Црни кратконоси мајмун, 
        - Сиви кратконоси мајмун, 
        - Тонкиншки кратконоси лангур, 

      - Род  

      - Род